# 티미의 소나무

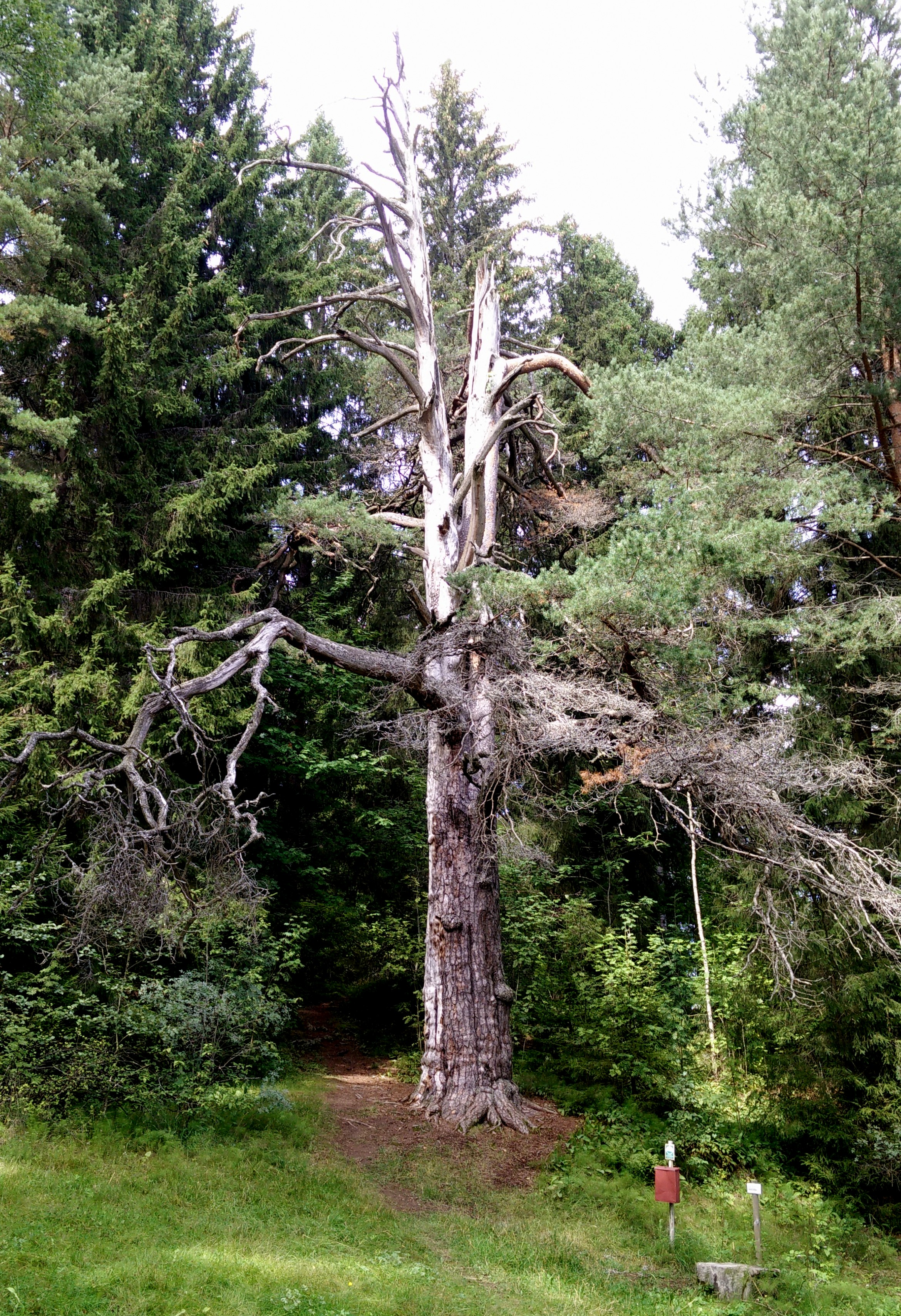
2016년 촬영된 모습.

티미의 소나무(핀란드어: Timin mänty 티민 맨튀[*])는 피르칸마 지역 해멘퀴뢰의 티미(Timi)마을에 소재한 구주소나무다. 수령이 400년을 넘겼으며, 피르칸마에서 가장 오래된 소나무 개체다.  1966년부터 보호대상으로 지정되었다.
티미의 소나무는 고대 핀란드 토착종교에서 일종의 영목이었던 것으로 보인다. 17세기에 고대 신앙이 국법으로 금지되고 나서도 주문 외우기, 제물 바치기, 곰 신성화 같은 고대 종교의 관습이 이 나무 주변에서 꾸준히 이루어졌다. 심지어 1930년대까지도 곰 두개골을 걸어놓거나 나무껍질 틈에 동전을 끼워놓곤 했다. 또한 이 나무의 목질은 치통을 쫓는 부적으로 여겨졌다.